# میل (روان‌شناسی)
در روان‌شناسی، مِیل یا خواهش یا خواسته (جمع آن امیال) (به انگلیسی:Desires) حالت‌های ذهنی هستند که با عباراتی مانند «خواستن»، «آرزو داشتن»، «به دنبال بودن» یا «منتظر بودن» بیان و تعریف می‌شوند. تنوع زیادی از صفات و ویژگی‌ها معمولاً با امیال همراه است. آنها به عنوان گرایش‌های گزاره‌ای به وضعیت امور قابل تصور و ممکن در نظر گرفته می‌شوند. برخلاف باورها، امیال خواستار تغییر جهان با نشان‌دادن «نحوه‌ای که جهان باید باشد» هستند اما باورها هدفشان نشان دادن جهان به نحوی واقع‌گرایانه است. امیال ارتباط نزدیکی با کنش دارند و امیال عامل انسانی را برای تحقق کنش‌ها می‌انگیزند. برای اینکه این امر امکان‌پذیر باشد، یک میل باید با باوری که عملی را محقق می‌کند ترکیب شود. امیال، اشیاء خود را به نحوی مطلوب و به عنوان چیزی که به نظر می‌رسد خوب است، نشان می‌دهند. برآورده شدن امیال معمولاً در مقایسه با تجربه منفی عدم انجام آن، لذت بخش است. امیال آگاهانه معمولاً با نوعی واکنش هیجانی همراه است. در حالی که بسیاری از محققان تقریباً بر روی این ویژگی‌های نام برده شده کلی اتفاق نظر دارند، در مورد چگونگی تعریف خواسته‌ها، یعنی اینکه کدام یک از این ویژگی‌ها ضروری هستند و کدام یک تصادفی هستند، اختلاف نظر دارند. نظریه‌های مبتنی بر کنش، تمایلات را به عنوان ساختارهایی تعریف می‌کنند که انسان را به سمت کنش یا اعمال متمایل می‌کنند. نظریه‌های‌های مبتنی بر لذت بر تمایل امیال به ایجاد لذت در هنگام برآورده شدن تمرکز می‌کنند. نظریه‌های مبتنی بر ارزش اما، امیال را با نگرش به ارزش‌ها (مانند قضاوت کردن یا خوب دانستن بر اساس ظاهر) نگاه می‌کنند.
امیال را می‌توان با توجه به چند تمایز اساسی به انواع مختلفی دسته‌بندی کرد. امیال ذاتی/درونی مربوط به آن چیزی است که سوژه به خاطر خود می‌خواهد، در حالی که امیال ابزاری/وسیله‌ای به آنچه سوژه به خاطر چیز دیگری می‌خواهد تعریف می‌شود. امیال هویدا و آگاهانه، امیالی هستند به‌طور علی فعال هستند و برخلاف امیال ثابت و ایستاده، که جایی در پس ذهن فرد وجود دارند، می‌باشند. امیال گزاره‌ای معطوف به حالات ممکن امور هستند در حالی که امیال اُبژه مستقیماً در مورد اشیا هستند. نویسندگان مختلف بین «تمایلات عالی» مرتبط با اهداف معنوی یا مذهبی و تمایلات «پایین و کم ارزش‌تر» که مربوط به لذت‌های جسمانی یا حسی هستند تمایز قائل می‌شوند. امیال در زمینه‌های و رشته‌های مختلف نقش دارند. این اختلاف نظر وجود دارد که آیا امیال را باید به عنوان دلایل عملی درک کرد یا اینکه آیا می‌توانیم دلایل عملی داشته باشیم بدون اینکه میلی به پیروی از آنها داشته باشیم. بر اساس نظریه‌های ارزشی «fitting-attitude theories of value»، یک شی زمانی ارزشمند است که برای آن شیء مناسب و صحیح باشد تا ما برای آن میلی داشته باشیم. نظریه‌های میل و رضایت در بهزیستی بیان می‌کنند که بهزیستی یک فرد با ارضای امیال آن شخص تعیین می‌شود.
شرکت‌های بازاریابی و تبلیغاتی از تحقیقات روان‌شناختی در مورد چگونگی تحریک میل برای یافتن راه‌های مؤثرتر برای ترغیب مصرف‌کنندگان به خرید محصول یا خدمات خود استفاده کرده‌اند. تکنیک‌ها شامل ایجاد حس کمبود در بیننده یا مرتبط کردن محصول با ویژگی‌های میل‌انگیز و مطلوب است. میل نقش کلیدی در هنر دارد. موضوع میل در هسته رمان‌های رومنس قرون میانه اروپا قرار داشت. در این رمان‌ها اغلب میل انسان توسط قراردادهای اجتماعی و طبقاتی یا موانع فرهنگی سد می‌شود و نوعی درام به این نحو شکل می‌گیرد. فیلم‌های ملودرام معمولاً از پی‌رنگ‌هایی استفاده می‌کنند که در آن «بحران احساسات انسانی، عاشقانه یا دوستی شکست‌خورده» میل خنثی یا به نتیجه نمی‌رسد و احساسات تشدید و پررنگ شده مخاطب جذب می‌شود.